# Talsperre Batak
Die Talsperre Batak befindet sich im Oblast Pasardschik, Bulgarien. Sie staut die Matniza zu einem Stausee auf. Die Talsperre wurde 1959 fertiggestellt. Die Stadt Batak liegt ca. 8 km südlich der Talsperre, die Stadt Peschtera ungefähr 10 km östlich von ihr.

## Absperrbauwerk
Das Absperrbauwerk ist ein Erdschüttdamm mit einer Höhe von 35 m über der Gründungssohle. Die Länge der Dammkrone beträgt 273 m. Die Dammkrone liegt auf einer Höhe von 1107,8 m über dem Meeresspiegel.
Der Staudamm verfügt sowohl über einen Grundablass als auch über eine Hochwasserentlastung. Über den Grundablass können maximal 90 m³/s abgeführt werden, über die Hochwasserentlastung maximal 14 m³/s.

## Stausee
Beim normalen Stauziel von 1105,7 m (max. 1106,1 m bei Hochwasser) erstreckt sich der Stausee über eine Fläche von rund 21,07 km² und fasst 310 Mio. m³ Wasser – davon können 302,3 Mio. m³ zur Stromerzeugung verwendet werden. Das minimale Stauziel, bis zu dem die Stromerzeugung noch möglich ist, liegt bei 1087,33 m.

## Kraftwerk Peschtera
Vom Stausee Batak geht ein Tunnel ab, über den das ca. 4,5 km entfernte Wasserkraftwerk Peschtera mit dem nötigen Wasser versorgt wird.